# Spyridon Chazapis
Spyridon P. Chazapis (griechisch Σπυρίδων Χαζάπης auch Spiridon/Spyros/Spiros/Chasapis/Khazapis/Khasapis; * 1872 auf Andros) war ein griechischer Schwimmer, der an den Olympischen Sommerspielen 1896 teilnahm. Er trat beim 100-Meter-Freistilschwimmen für Seeleute an, bei welchem er den zweiten Platz gewann.